# Parc du Mas-Rome
Le parc du Mas-Rome est un espace vert de Limoges, situé de part et d'autre du ruisseau de l'Auzette, en amont du parc de l'Auzette à proprement parler, auquel il est relié par un passage souterrain, et en aval du parc du Bas-Fargeas, dont il est séparé par la rue de Feytiat.
Il est bordé par le siège social de l'entreprise Legrand.

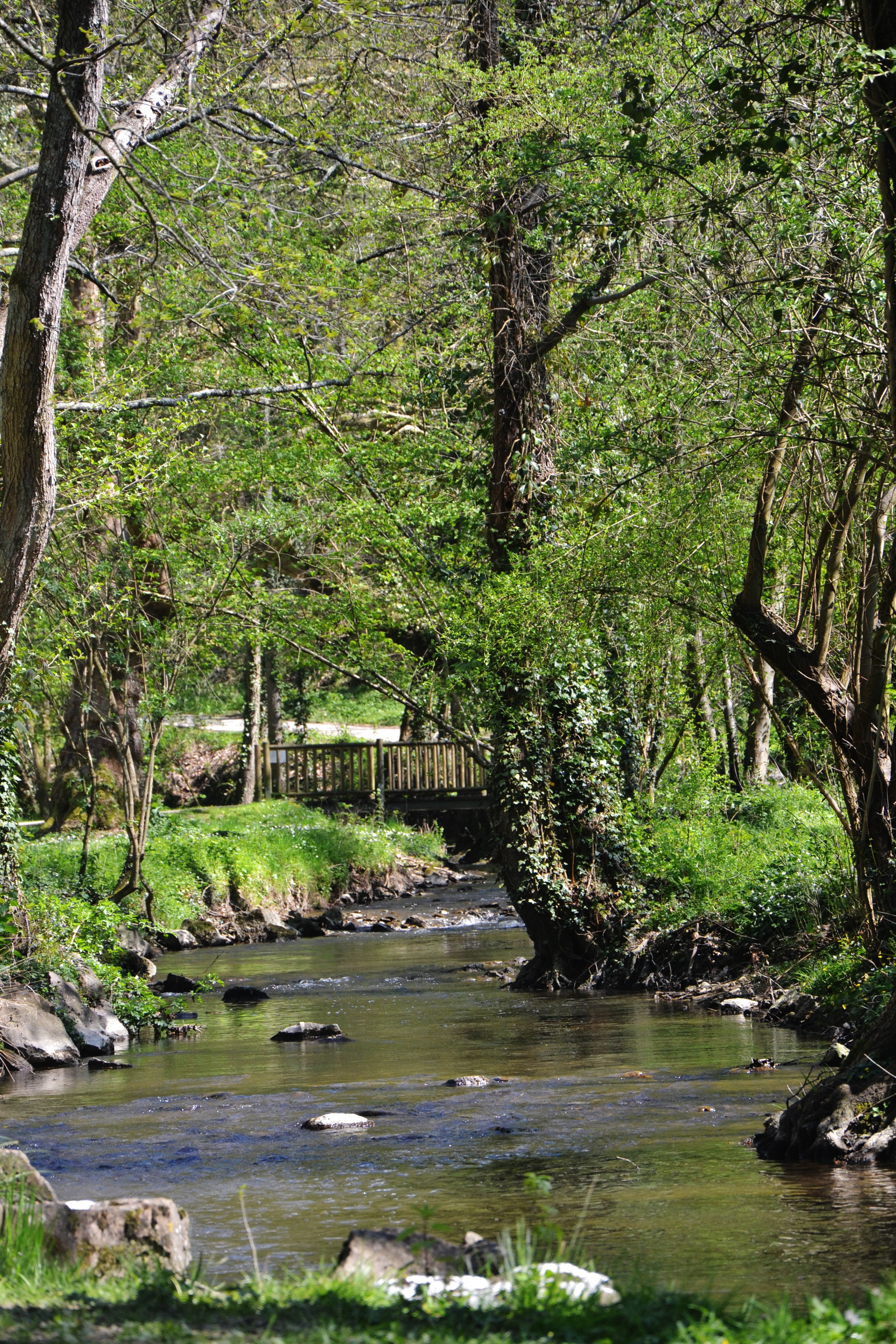
L'Auzette dans le parc.

## Galerie de photos

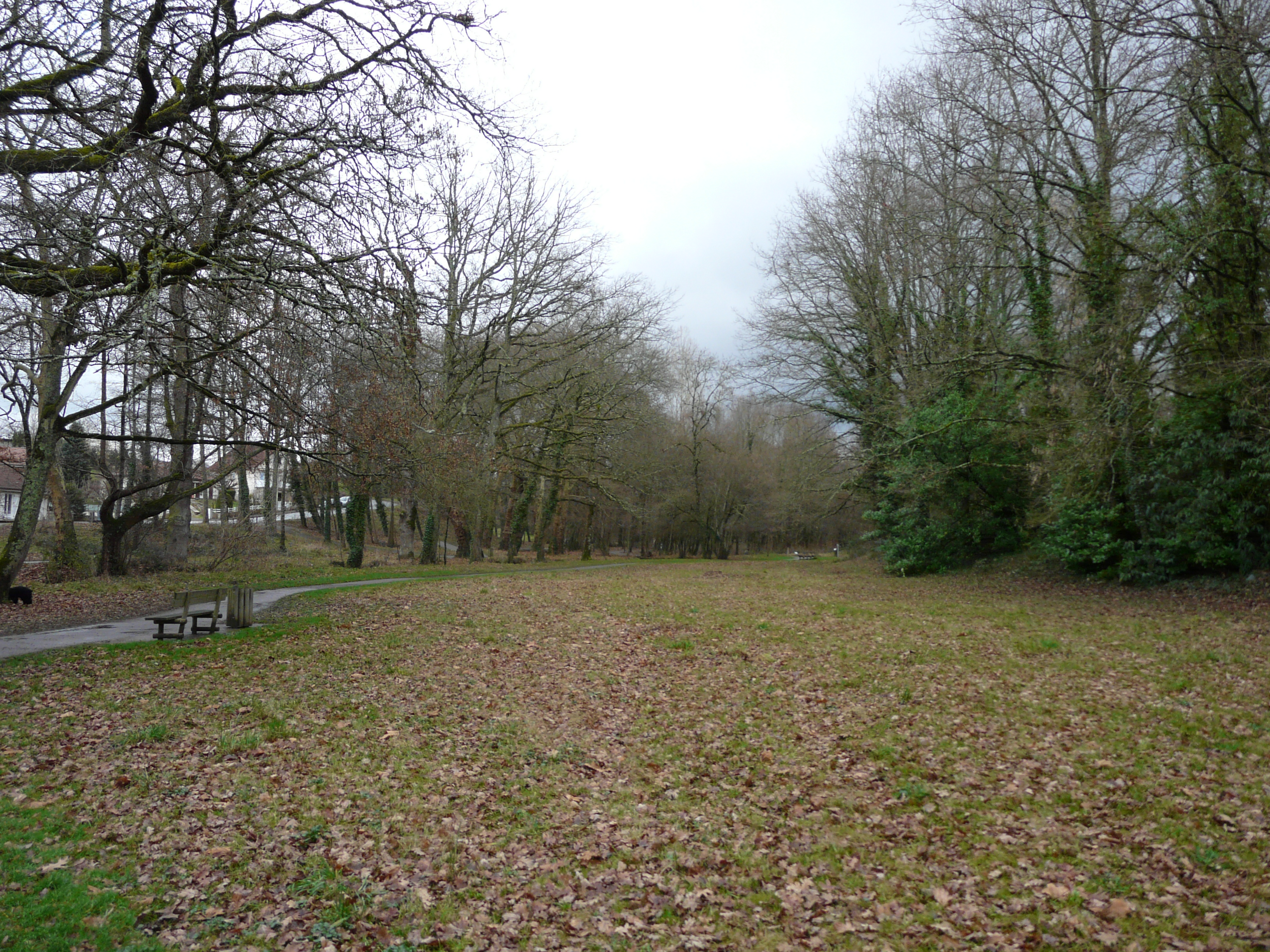
Vue du parc en hiver.
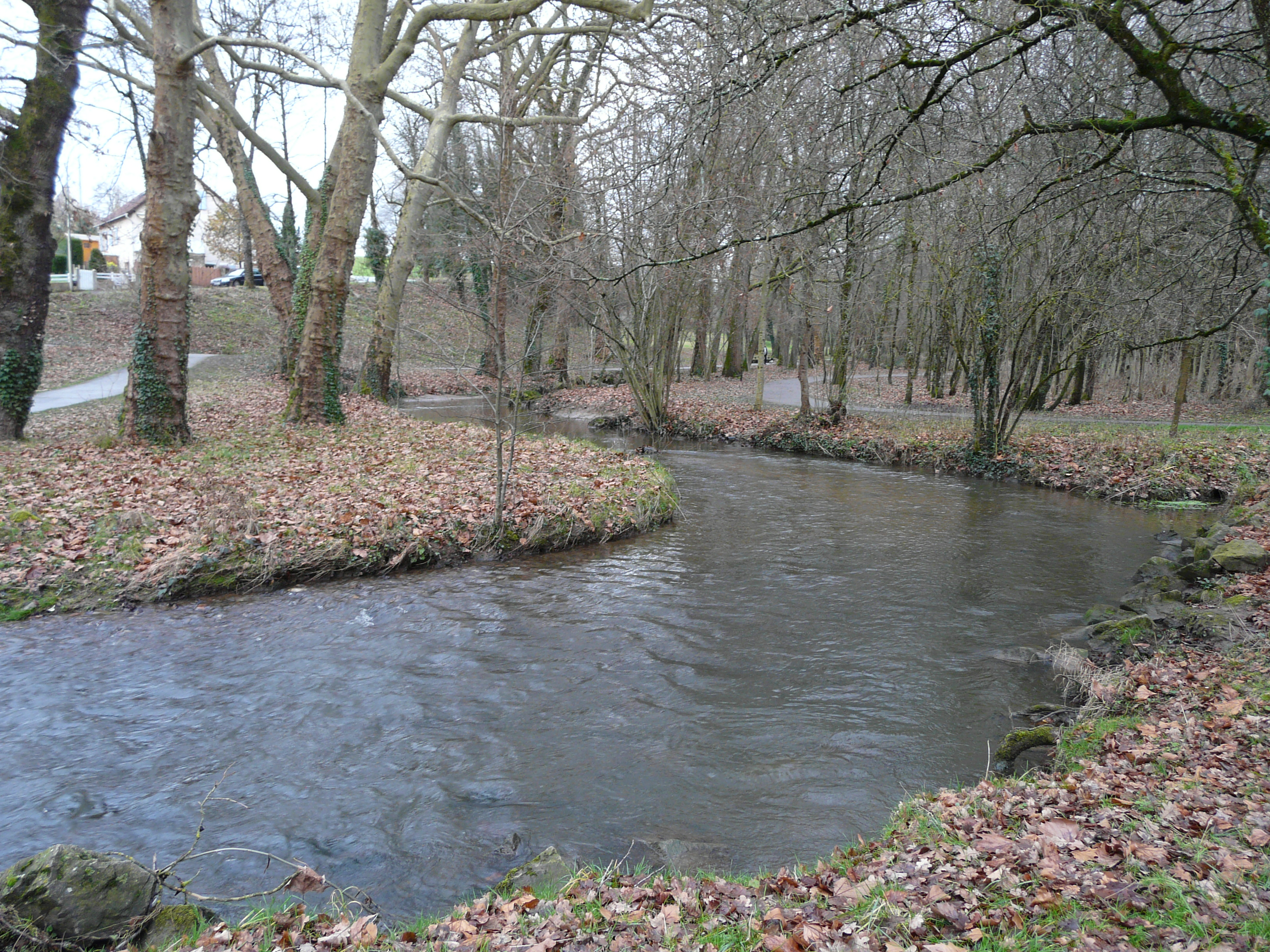
L'Auzette dans le parc.
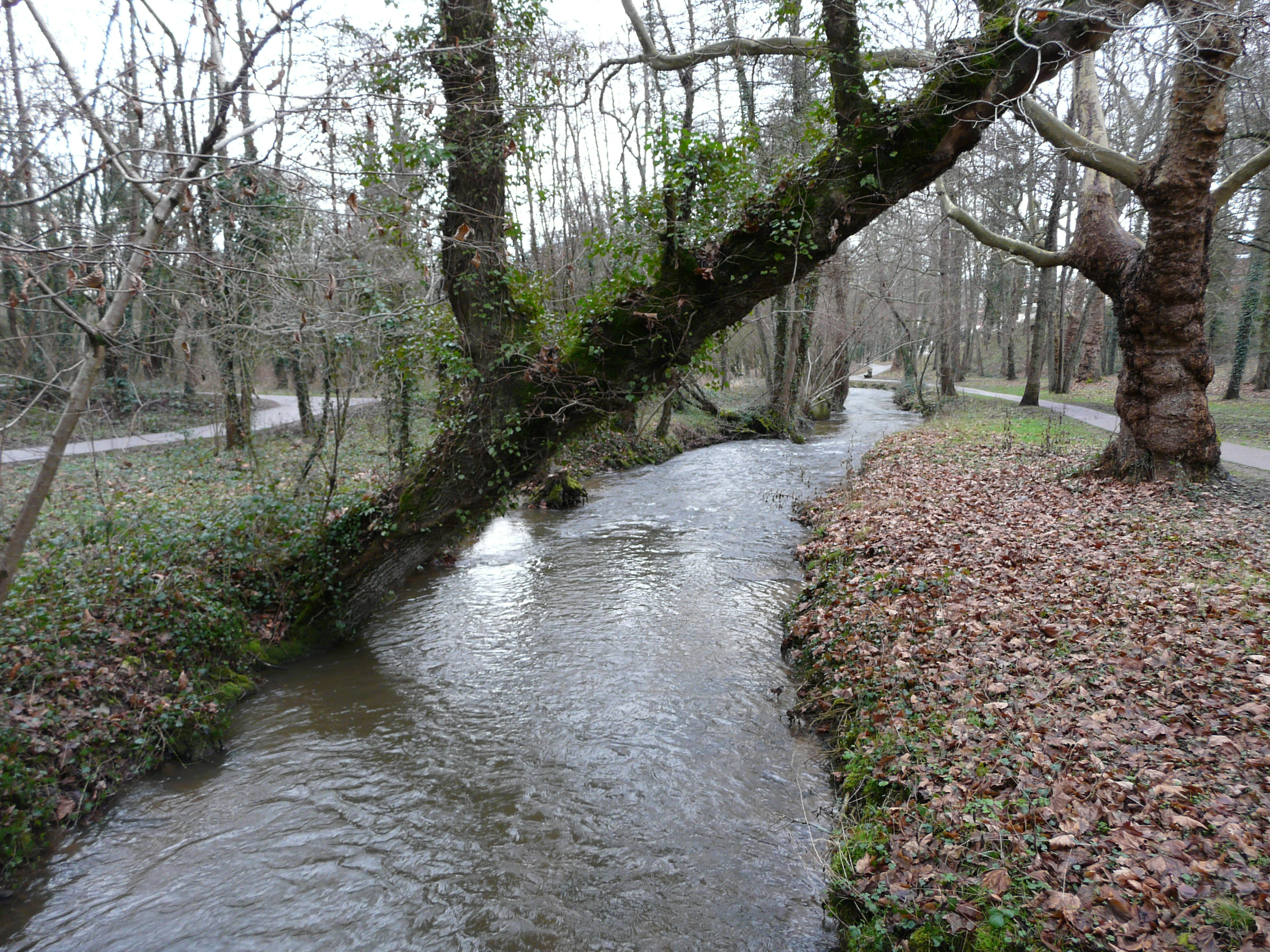
L'Auzette dans le parc.
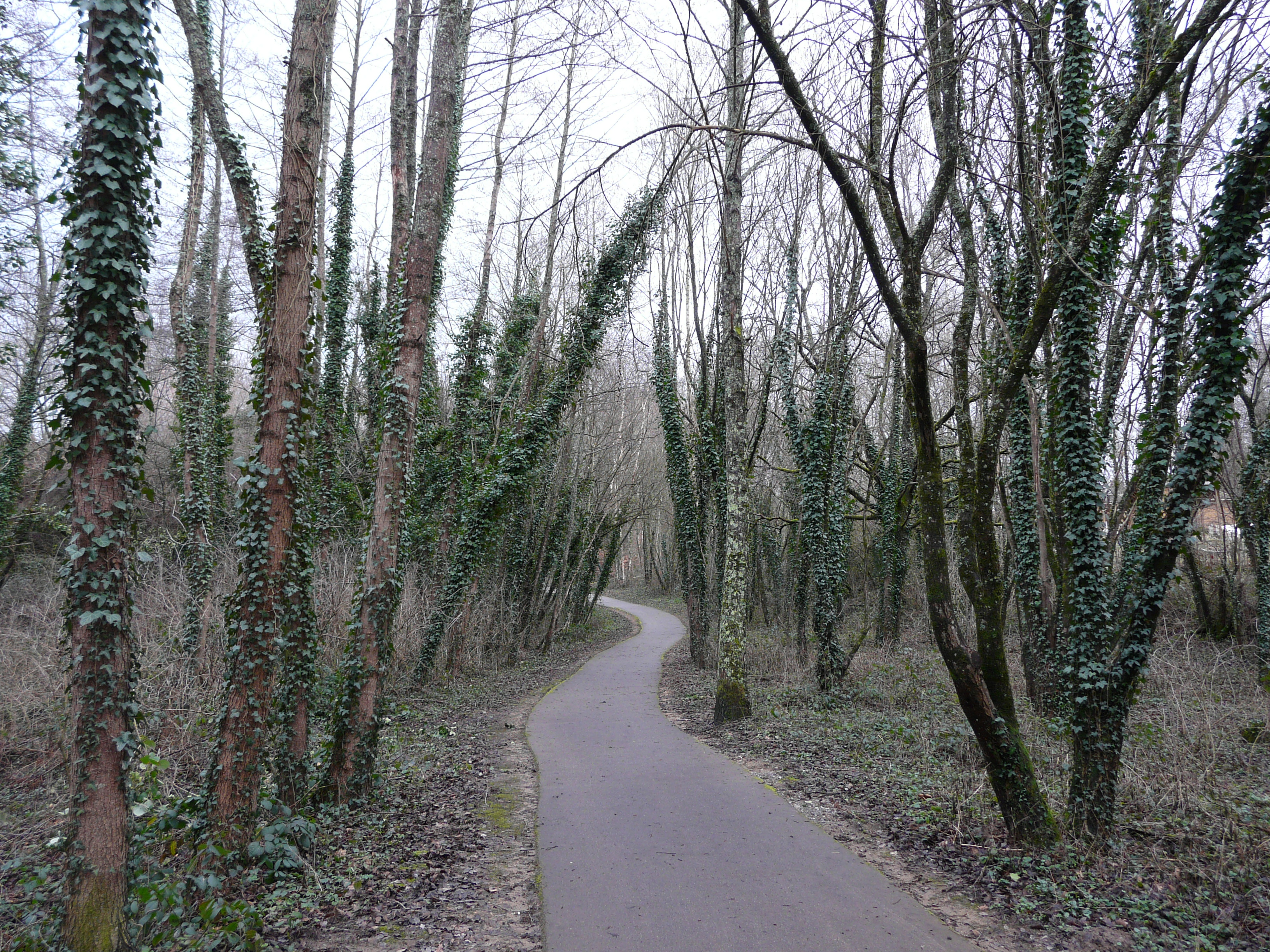
Chemin aménagé en hiver.